# Chandrika Prasad Srivastava
Chandrika Prasad Srivastava (Lucknow, 8 luglio 1920 – Genova, 22 luglio 2013) è stato un diplomatico indiano, funzionario del governo e amministratore di vari organismi internazionali.

## Biografia
C.P. Srivastava è nato l'8 luglio 1920 ed è stato educato ed istruito a Lucknow, in India. Ha cominciato la sua carriera come funzionario in India, lavorando come Amministratore dei distretti di Meerut e Lucknow. In seguito gli venne conferito l'incarico di Segretario aggiunto per il Primo Ministro Indiano Lal Bahadur Shastri, nell'ultimo periodo del mandato, tra il 1964 e il 1966.
C.P. Srivastava divenne l'amministratore delegato della 'Shipping Corporation of India', e nel 1974 fu eletto come Segretario Generale della International Maritime Organization (IMO), un'agenzia delle Nazioni Unite con sede a Londra. In seguito fu eletto altre tre volte per la stessa carica quadriennale, che lasciò nel 1989.
In questo periodo svolse un ruolo pioneristico nella fondazione della International Maritime Academy Archiviato il 1º luglio 2010 in Internet Archive. in Italia, e della International Maritime Law Institute a Malta.
È stato inoltre primo Rettore per la World Maritime University con sede in Svezia, fondata nel 1983 per rivolgersi alla domanda sempre più frequente di marittimi professionisti nei paesi in via di sviluppo.
C.P. Srivastava è sposato dal 1947 con Shri Mataji Nirmala Devi, la fondatrice di Sahaja Yoga, un nuovo tipo di yoga basato su un'esperienza chiamata Realizzazione del Sé. Insieme hanno due figlie, Kalpana e Sadhana. Una volta in pensione ha vissuto con la moglie tra l'Italia e l'India fino alla morte, avvenuta a Genova nel luglio 2013 all'età di 93 anni.

## Relazione con Sahaja Yoga
C.P. Srivastava ha più volte affermato che questo tipo di yoga cambia le persone dal più profondo. Ha descritto coloro che praticano Sahaja Yoga come miracoli di trasformazione, che mostrano qualità angeliche. Crede fermamente che la diffusione rapida di Sahaja Yoga sia molto importante per il mondo, per consolidare la visione di un'unica famiglia umana.

## Riconoscimenti
- Ha ricevuto la Padma Bhushan nel 1972 in riconoscenza del suo contributo per la stabilizzazione del più produttivo settore pubblico a quel tempo in India.
- Nel 1987 ha ricevuto una Laurea ad Honorem dall'University of Wales.[10]
- Nel 1990, come riconoscimento del suo servizio e contributo al settore della navigazione mondiale, gli fu conferito dalla Regina Elisabetta il titolo di Cavaliere onorario dell'Ordine di San Michele e San Giorgio.[11]
- Nel 1991 ha ricevuto il Premio Marittimo Internazionale dalla IMO per il contributo del suo lavoro e degli obiettivi raggiunti.[12]
- Nel 2005 è stato premiato con il Premio Nazionale Lal Bahadur Shastri, edizione 2004, per l'Eccellenza nella Pubblica Amministrazione e Scienze Manageriali.[13], dall'allora presidente dell'India A.P.J. Abdul Kalam.
- Nel 2009, è stato premiato con la Padma Vibhushan, il secondo conferimento civile di più alto grado in India, dal Presidente dell'India.